# Поповичевский район
Поповичевский район — административно-территориальная единица в составе Юго-Восточной области и Северо-Кавказского края, существовавшая в 1924—1927 годах. Центр — станица Поповичевская.
Поповичевский район был образован 19 июля 1924 года в составе Кубанского округа Юго-Восточной области. 16 октября 1924 года Юго-Восточная область была преобразована в Северо-Кавказский край.
К началу 1925 года в Поповичевский район входили 15 сельсоветов: Андреевский, Бойкопонурский, Гречаная Балка, Гривенский, Гришковский, Зареченский, Лебединский, Лимано-Кирпильский, Могукоро-Гречаный, Новониколаевский, Поповичевский, Старовеличковский, Стеблиевский, Ульяновский и Хмельницкий.
11 февраля 1927 года Поповичевский район был упразднён. При этом Бойкопонурский, Гречанобалковский, Днепровский, Зареченский, Казаче-Кирпильский, Могукоро-Гречаный, Поповичевский, Старовеличковский и Хмельницкий с/с были переданы в Тимашёвский район; Андреевский с/с — в Краснодарский район; Лимано-Кирпильский с/с — в Приморско-Ахтарский район; Гривенский, Гришковский, Лебединский, Новониколаевский и Старонижнестеблиевский — в Славянский район.